# 高度化PHS
高度化PHS（こうどかピーエイチエス）とは、PHS規格の改良型である。高速無線アクセスシステム的性能を持つ。

## 経緯
高度化PHSは、2000年前後当初より、旧郵政省・総務省の情報通信審議会により提案され推進された、PHSの改良型の規格である。高度化PHSのための帯域も新たに割り当てられたが、実際に事業者レベルでの実装の実現を見るには、2006年2月23日のウィルコム（現：ソフトバンクのY!mobile部門）によるW-OAMのサービス開始まで待つ必要があった。
推進・事業化のいずれも、日本国内に限られていた。2021年1月31日にPHSがサービス終了した。（詳細は「PHS」参照）

### 略歴

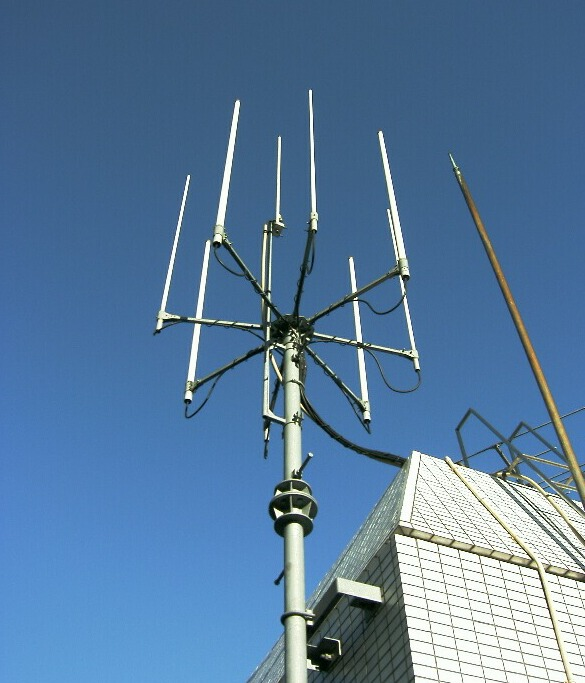
ウィルコムPHS高度化対応アンテナ基地局 2007年

2001年6月25日
総務省・技術的条件の告示（PHSの高度利用及び周波数有効利用の促進に向けて）。
2002年7月25日発表資料
メーカー三洋電機の実験機によるフィールドテスト。
2005年
2月
ウィルコムによる、8PSKを採用した高度化PHSのアナウンス。
7月
京セラ製高度化対応基地局の出荷、設置工事を開始。

2006年2月23日
ウィルコムによるW-OAMサービス開始。
2007年12月
京セラ製光回線IP化高度化PHS基地局を、量産開始。

## 技術
PHSの基本的な技術的仕様については、PHSの項も参照。
現状のPHS規格では、TDMA/TDDの1スロット32kbps（1通話スロットあたりのトラフィックチャネル（通話チャネル）のデータレート）となっている。
2001年6月25日の総務省情報通信審議会の答申に基づく、ユーザーレートで最大1Mbps程度の高速データ伝送速度を可能にする技術的条件の告示（PHSの高度利用及び周波数有効利用の促進に向けて）における技術的条件では、変調方式を最大32QAM、トラフィックチャネルの周波数帯域幅を最大884kHz（現行の3倍幅）、更にロールオフ率やスロット構成の変更などが示された。
高度化PHS用の新たな周波数帯域（1884.65 - 1893.35MHz、現行PHS帯域の低い側に隣接）の免許が割り当てられ、実際にメーカー三洋電機の実験機によるフィールドテストも行われた（2002年7月25日発表資料）。この実験では適応変調方式（最大16QAMから最低π/4 DQPSK）が使われ、現行PHSから変調方式のみを高度化した「タイプ1」の高度化、更に加えてトラフィックチャネル3倍幅・ロールオフ率やスロット構成の変更をする「タイプ2」の高度化の、実証実験がなされた。
しかしそれ以降、PHSが一時期、いわゆる「冬の時代」を迎え、高度化PHSのサービス実用化展開は停滞するに至った。2005年2月、ウィルコムが最大256kbpsの「8xパケット方式」（現行PHS方式で最大8リンクを束ねる《8x/2RF》）をサービス開始したのに伴って、ようやく、変調方式としてD8PSKを採用し最大384kbps程度のスループットを実現する高度化PHS（前記「タイプ1」）の採用計画が、ウィルコムよりアナウンスされた。
PHSの技術基準の改正について、2005年10月21日意見の聴取を行い、2005年11月9日、意見を決定され、2005年12月1日から施行された。公衆PHSサービスに64QAM・256QAMの高能率変調方式を追加され、1チャンネル当たりの通信容量が、それぞれ96kbps・128kbpsとなり、4タイムスロット2周波で多重する場合には1Mbps以上の伝送速度を実現することが可能となった。制御チャンネルについて、簡易な変調方式π/2 DBPSKを追加するとともに空中線利得を現在の10dBiから15dBiに引上げ、到達範囲が拡大された。
そして、2006年2月23日に至りようやく、高度化PHS（W-OAM）としてのサービス開始を見た。なお、最大スループット（理論値）はD8PSK/8x通信時において408kbpsとなり、第三世代携帯電話・W-CDMA方式の標準的な最大スループット384kbpsを理論値において上回った。
ウィルコムは将来的には、16 - 64QAMで最大16スロットを束ね《16x/4RF》、最大1.5Mbpsの計画があるとしていた。
なお、（2002年三洋電機フィールド実験における）「タイプ2」の高度化について事業化のアナウンスをしているPHS事業者はない。
高度化PHSにおいては、ビットレートを向上させる上記QAMやD8PSKの他にカバーエリアや屋内浸透度を向上させるπ/2 DBPSK（通常のπ/4 DQPSKの約1/2のレート）もあり、通信の状態に応じて変調方式を変化させる適応変調方式を採る。
2021年1月31日にPHSがサービス終了した。
一部マスメディアで京セラが主導するiBurstが高度化PHSとして報道されていたが、iBurst自体はTDD-TDMA方式を採用している事以外には、PHS・高度化PHSとの共通点は少なく、またその規格にも適合していない。

## PHS制御チャネル移行およびIMT-2000側のガードバンド
前述の2001年6月25日の総務省情報通信審議会の答申においては同時に、PHS帯とIMT-2000帯域（日本における第3世代移動通信システム用の帯域、2.0GHz帯）との干渉問題の解決のためPHSの公衆用共通制御キャリア（BCCH、単に制御チャネルとも呼ばれる）を低い周波数の方にずらす対策を取る事も示された。詳細はPHS#制御チャネル移行およびIMT-2000側のガードバンドを参照。
これに伴い、2012年2月29日に、DDIポケット時代に発売された該当する端末のほとんど（ウィルコムブランドの端末は、すべて制御チャネル移行後の周波数帯に対応している）が使用停止とされ、同年3月1日以降、制御チャネル移行後の周波数帯による運用に完全移行された。